# Bataille de la baie de Heligoland
Pour les articles homonymes, voir Bataille de Heligoland.
Seconde Guerre mondiale
Batailles
- Drôle de guerre
- Évacuation des civils de la ligne Maginot
- Mobilisation
- Offensive de la Sarre
- Baie de Heligoland
- Incident de Mechelen
- Plan Jaune
- Plan Dyle
- Luxembourg
- Ében-Émael
- Hannut

- Sedan
- Dinant
- Monthermé
- Givet
- La Horgne
- Gembloux
- Flavion
- Louvain
- Charleroi

- Stonne
- Montcornet
- La Sambre
- Arras

- L'Escaut
- Amiens
- La Lys
- Massacre de Vinkt
- Boulogne-sur-Mer
- Calais
- Poche de Lille
- Massacre du Paradis
- Abbeville
- Dunkerque
- Capitulation belge

- L'Aisne
- L'Ailette
- Opération Paula
- l’Exode
- Pont-de-l'Arche
- Opération Cycle
- Opération Ariel

- Les Alpes
- Vallon du Seuil
- Bombardement de Toulon
- Opération Vado
- La Loire
- Saumur
- La vallée du Rhône
- Bombardements de Marseille
- Menton (Pont-Saint-Louis)
- Combats aériens en Suisse
- Armistice du 22 juin

La bataille de la baie de Heligoland est la première bataille aérienne de la Seconde Guerre mondiale sur le front de l'Ouest.
Livrée le 18 décembre 1939 entre la Royal Air Force et la Luftwaffe en mer du Nord, elle résulte en un échec des Britanniques à atteindre leur cible.

## Contexte historique
Le 3 septembre 1939, le Royaume-Uni déclare la guerre à l'Allemagne nazie après que cette dernière a envahi la Pologne. Les Britanniques n'envoient pas de troupes au front aider directement la Pologne mais la Royal Air Force Bomber Command mène quelques missions contre des cibles allemandes. Nombre de ces raids aériens visent à attaquer les navires de la Kriegsmarine dans les ports allemands afin de les empêcher de torpiller les navires marchands alliés dans le cadre de la bataille de l'Atlantique. La ligne de front sur le théâtre occidental reste statique entre septembre 1939 et mai 1940, c'est ce que l'on appelle la « drôle de guerre ». L’armée française attaque mollement le 7 septembre 1939, avec deux corps d’armée (9 de ses 102 divisions), sur la Sarre. L’offensive de la Sarre dure dix jours, et n’avance que de dix kilomètres en territoire allemand.
Alors que les attaques navales allemandes s'intensifient contre les navires marchands alliés, le Air Ministry décide de lancer une attaque contre les navires de surface allemands afin de les empêcher de porter soutien aux U-boots dans l'Atlantique nord.

## Déroulement de la bataille
Le 18 décembre 1939, une force de trois escadrons de bombardiers du No. 3 Group RAF (en) reçoit l'ordre d'engager les navires allemands dans la baie de Heligoland et de leur infliger autant de dégâts que possible. Initialement, 24 Vickers Wellington décollent des bases de RAF Mildenhall, RAF Honington et RAF Feltwell à partir de 9 h 30 du matin. Deux sont contraints de regagner leur base avant d'atteindre l'espace aérien allemand en raison de problèmes moteur.
L'opération se déroule dans ses premières heures sans aucune réactivité de la part des Allemands avant que la Luftwaffe ne fasse décoller ses chasseurs Messerschmitt Bf 109 et Bf 110, 80 à 100 au total, pour intercepter les bombardiers britanniques. Seulement 44 avions de chasse allemands engagent le combat avec les 22 bombardiers britanniques. Finalement, les Britanniques subissent de lourdes pertes, 12 bombardiers sont perdus et trois autres endommagés.

## Conséquences
Cette bataille force la Royal Air Force à abandonner ses raids diurnes et à privilégier plutôt les raids de nuit. L'échec du raid a par ailleurs mené la Luftwaffe à croire que ses bases en Allemagne sont invulnérables, conviction renforcée par les succès de la Wehrmacht entre 1939 et 1941. Toutefois, les bombardements stratégiques alliés, notamment américains, pendant la guerre, pousseront l'Oberkommando der Luftwaffe (ODL) à adopter le concept de « Défense du Reich ».